# Scomparsa degli Avro Shackleton della RAF nel 1955
La scomparsa degli Avro Shackleton della RAF nel 1955 avvenne l'11 gennaio 1955, quando due Avro Shackleton dello squadrone 42 della RAF scomparvero nel mare a sud-ovest della costa irlandese. La teoria principale avanzata e accettata in alcuni ambienti è che i due aerei si siano schiantati l'uno contro l'altro dopo essersi lanciati a distanza di sei minuti l'uno dall'altro ed erano in rotta verso la stessa area. I rottami di uno degli aerei furono ritrovati 11 anni dopo, in un luogo diverso rispetto al presunto punto dell'incidente. Almeno uno scrittore commentò che questa è stata la peggiore di tutte le perdite degli Shackleton.

## Sfondo
Lo squadrone n° 42 fu riformato presso la stazione RAF St Eval nel 1952 con degli aerei da ricognizione Shackleton MR1. Lo squadrone faceva parte del Coastal Command e il suo compito era di pattugliare il sud-ovest dell'Inghilterra, la parte meridionale del Mare d'Irlanda e l'Oceano Atlantico. Lo squadrone era impegnato in compiti di ricerca e pattugliamento per l'area assegnata e venne aggiornato alla variante Shackleton MR2 nel giugno 1953.

## L'incidente
L'11 gennaio 1955 lo Shackleton WG531, dello squadrone 42, decollò dalla RAF St Eval alle 10:14 per un pattugliamento di 15 ore intorno all'area dell'Oceano Atlantico a sud-ovest dell'Irlanda conosciuta come Fastnet. Alle 10:20 lo Shackleton WL743, dello stesso squadrone, decollò dalla stessa posizione per seguire il WG531 nella stessa area per la stessa pattuglia. Normalmente, i voli avrebbero avuto una separazione di 30 minuti negli orari di decollo, tuttavia alcuni ritardi nel primo volo e un orario anticipato per il secondo fecero sì che fossero a soli sei minuti di distanza quando decollarono da St Eval. Tuttavia, i rapporti orari mostravano che i navigatori si erano assicurati che gli aerei avessero una certa distanza tra loro; alle 20:00 erano a circa 85 miglia (137 km) di distanza.
Un controllore radio di terra provò a contattare il pilota del secondo velivolo alle 20:58, con la lettura barometrica da lui richiesta, ma non ricevette risposta. Inizialmente la perdita di contatto non fu presa troppo sul serio, poiché si trattava di un evento comune quando gli aerei operavano alla loro normale altezza sopra il livello del mare. Quando entrambi gli aerei erano in ritardo per il ritorno, fu lanciata una missione di ricerca e salvataggio, coordinata dal centro di ricerca e salvataggio della RAF Mount Batten. Un altro Shackleton partì da St Eval per cercare di contattare i due aerei tramite la radio o il codice morse. Presero parte alle operazioni di ricerca almeno otto Shackleton di St Eval, due idrovolanti Sunderland della RAF Pembroke Dock e della RAF Aldergrove e diverse navi, sia militari che civili. L'HMS Launceston prese l'oceano alle 03:50 del giorno successivo e si diresse verso l'area di ricerca. L'ultimo contatto posizionava uno degli aerei a circa 50 miglia (80 km) a sud-ovest di Fastnet rock.
Dopo una ricerca di tre giorni, che non produsse indizi, e il peggioramento del tempo, l'operazione di ricerca e salvataggio è stata interrotta. Non è stato ritrovato alcun corpo dei membri dell'equipaggio. L'aereo di ricerca aveva percorso un totale di 235 ore lungo una superficie stimata di 20 000 miglia quadrate (52 000 km²). Il 14 gennaio 1955 è stata istituita una commissione d'inchiesta sul disastro. John Chartres descrisse la perdita dei due aerei come "... il più catastrofico di tutti gli incidenti degli Shackleton".

## Conseguenze
A St Eval si tenne una cerimonia commemorativa il 31 gennaio 1955. Più tardi quel giorno, le ghirlande furono lasciate cadere nell'oceano da un altro Shackleton dello squadrone 42. Nel luglio 1966, un peschereccio che lavorava al largo della costa sud-occidentale dell'Irlanda scoprì il motore n. 4 del WL743 in una delle sue reti. Il peschereccio stava lavorando tra i fari delle Skellig e Bull, che si trovavano a circa 75 miglia (121 km) a nord dell'area di ricerca originaria. Poiché in questa posizione è stato trovato un pezzo di uno degli aereo, è stata presa come posizione geografica.
Alcuni anni dopo, l'ufficiale in comando dello squadrone fu intervistato sull'evento ed espresse dubbi sulla teoria della collisione, affermando che le differenze di chilometraggio tra gli aerei la rendevano la teoria "meno probabile" a cui credeva. Il pannello 93 del Memoriale delle forze armate nel National Memorial Arboretum commemora la morte degli equipaggi dei due Shackleton.